# Nkayi
Nkayi – miasto w Kongu; w regionie Bouenza; 71,6 tys. mieszkańców (2007). Czwarte co do wielkości miasto kraju.